# Drapeau de la Sicile
Le drapeau de la Sicile est le drapeau officiel de la région de la Sicile.
Le drapeau a été adopté officiellement, sur proposition du président de l'assemblée régionale Nicolò Cristaldi, par la loi régionale numéro 1 de 2000, et a été exposé dans tous les édifices publics siciliens.
Le blason et le gonfalon ont été adoptés par la loi régionale numéro 12 de 1990, approuvée par l'Assemblée régionale sicilienne, sur proposition du parlementaire régional et historien Giuseppe.

## Caractéristiques
Il se compose, selon la loi, d'un « tissu de forme rectangulaire qui reproduit en son centre le blason de la Région sicilienne, avec des dimensions égales à trois-cinquièmes du drapeau, formé d'un écusson à la française représentant au centre le triskèle couleur chair, avec la gorgone et les épis. Le drapé a les mêmes couleurs que le blason : rouge orangé et jaune. »

## Histoire
Le drapeau sicilien a toujours eu pour symboles le triskèle et la gorgone.

### Origines du triskèle
Le triskèle est le symbole historique de la Sicile. Il est la représentation d'un être à trois jambes (du grec ancien τρισκελής). Aussi connu comme trinacria, c'est un symbole d'origine indo-européenne[réf. nécessaire] qui a une histoire complexe. Il est semblable aux symboles d'autres civilisations anciennes de différentes régions du monde, de l'Amérique centrale, de la Mésopotamie et de l'Inde.
Après la découverte d'un triquetra dans la zone d'Agrigente, à Palma di Montechiaro, l'hypothèse est formulée de l'origine minoenne de la première civilisation sur l'île, ce que confirme Homère, à savoir, que Minos, parti de Knossos à la poursuite de Dédale, débarque en Sicile,,,. Ce triskèle en argile est conservé dans le musée archéologique d'Agrigente.

### Gorgone
L'autre symbole du drapeau est la gorgone communément appelé Méduse, en fait une tête dont les cheveux sont des serpents.
Une autre version de la tête est celle d'une femme à qui poussent des ailes symbolisant le passage du temps et entourée de serpents pour indiquer la sagesse. Aux serpents, les Romains ajoutent des épis de blé, à la fois comme symbole de fertilité et parce que la Sicile est le grenier à blé de Rome.

### Premier drapeau et utilisations successives
Le drapeau est utilisé par les Siciliens pour la première fois en 1282 lors des Vêpres siciliennes. Ils veulent symboliser l'unité de la Sicile dans le mouvement visant à chasser les Angevins.
La signification des couleurs, placées dans l'ordre inverse du drapeau actuel, symboliseraient l'union des couleurs des communes de Palerme (chef de file de la rébellion) et Corleone (dans l'ordre, jaune et rouge), unis dans la première révolution qui voit les Siciliens affronter les Angevins. Palerme est la capitale depuis l'arrivée des Musulmans en Sicile, tandis que Corleone est un important centre agricole et civil de l'intérieur de l'île.
En 1296, avec l'accession de Frédéric III sur le trône de la Sicile, est introduit le drapeau qui va devenir celui du royaume de Sicile jusqu'en 1816.
Avec la révolution de 1848, le triskèle placé au centre du drapeau tricolore italien est adopté comme symbole de l'île par le Parlement sicilien. Le triskèle est également utilisé sur le casque de la Garde nationale sicilienne de 1848 à 1849.
Plus tard, le même symbole est réutilisé par les comités révolutionnaires, et par la suite par les administrations de 1860 sous l'autorité de Giuseppe Garibaldi pendant l'expédition des Mille.
En 1944, le Mouvement pour l'indépendance de la Sicile adopte un drapeau rayé jaune et rouge avec le triskèle comme symbole du séparatisme sicilien.
En 1990, l'Assemblée régionale sicilienne approuve l'adoption du blason et du gonfalon, et en 2000, le drapeau.

Drapeau du royaume de Sicile (1296-1816)
Drapeau du royaume des Deux-Siciles (1816-1848 et 1849-1860)
Drapeau de l'Armée Volontaire pour l'Indépendance de la Sicile (EVIS - Esercito Volontario per l'Indipendenza della Sicilia) (1945-1946)
Drapeau du MIS - Movimento per l'Indipendenza della Sicilia (1943-1951)

## Autres drapeaux

Drapeau de l'émirat de Sicile.

Durant la période de domination musulmane et la formation de l’émirat de Sicile (831-1072), le drapeau était uniquement vert, semblable à l'ancien drapeau national de la Libye (1977-2011).[réf. nécessaire]